# Cellana (empresa)
Cellana é uma joint venture entre a Royal Dutch Shell plc e a HR Biopetroleum criada em dezembro de 2007, com o objetivo de produzir biocombustívels a partir de algas no Havaí. 